# Gabriel Luna de la Fuente
Gabriel Luna de la Fuente (Ciudad de México, 19 de marzo de 1909 – 1 de noviembre de 1954) fue un poeta, letrista y compositor mexicano.

## Reseña biográfica
Gabriel Luna de la Fuente es originario de Tacubaya, un barrio tradicional en la zona poniente de la Ciudad de México, donde nació el 19 de marzo de 1909. Su padre, el músico Ernesto Luna Rivera - a quien se le atribuye la autoría del vals Perjura (1901), en mancuerna con Miguel Lerdo de Tejada- y su madre, la señora Elena de la Fuente.      
Se formó en un ambiente musical y comenzó a escribir poesía desde la adolescencia. Estudió Contaduría y Comercio, formación que nunca identificó como una vocación profesional y en 1928, a los 19 años, perfiló su carrera musical profesionalmente. En ese año, Lerdo de Tejada, lo invita a trabajar como secretario en su Orquesta -la Orquesta Típica Lerdo de Tejada, que posteriormente sería conocida como la Orquesta Típica de la Ciudad de México.
Luna de la Fuente colabora con la Orquesta de 1928 a 1940, periodo en el que también estudia guitarra con el maestro Andrés Castillo. Como parte de la agrupación participa de los viajes que la Orquesta realizó por Latinoamérica, lo que le inspira para escribir los poemas Canto a Chile, Canto a Guatemala y Canto a América.
En 1936, a los 27 años, Gabriel Luna de la Fuente casó con Imelda Nájera Moncada. De esta unión resultaron siete hijos: Gabriel, Esperanza, Eduardo, Alejandro, Virginia, Imelda y Federico. De ese año es una de sus obras más conocidas, Duerme, con música de Miguel Prado Paz, que marca el inicio de su carrera como letrista.
En 1937 Luna de la Fuente formó el Trío Chachalacas con Paco Corte y Humberto Betancourt en el seno de la Orquesta Típica. El trío era intérprete de música tradicional como sones huastecos y canciones rancheras, asimismo, participó en películas mexicanas como Al son de la marimba (1940), dirigida por Juan Bustillo Oro y El último chinaco (1948), dirigida por Raúl de Anda. El trío realizó diversos viajes a Estados Unidos, particularmente California y Texas donde realizó varias presentaciones, lo que posteriormente redundaría en la grabación y difusión de sus canciones en la frontera México - Estados Unidos, en la voz de grupos y solistas mexico-estadounidenses.
Por esos años, con el trío, Luna de la Fuente tuvo un programa de radio en la emisora XEB de la Ciudad de México, con lo que ganó presencia en el panorama musical de todo el país. La radio, el medio omnipresente de moda, se encargó de llevar sus canciones a los ámbitos rurales y urbanos por igual. Como señala Carlos Monsiváis, en los años treinta y cuarenta, en México, [...] la radio es el vínculo con el Centro ideal y real de las naciones, contribuye al fin de los aislacionismos regionales, afina la "nueva sensibilidad (el romanticismo en la era de la tecnología), dicta junto a la industria fílmica las reglas del "sonido popular" en la canción  y el habla, y cambia los protocolos del sentimiento [...] en familia y a solas".
A partir de 1942 Luna de la Fuente se dedica de lleno a la composición. A mediados de los años cuarenta su carrera como letrista da origen a múltiples creaciones y de esa época son canciones como Te debes ir,  No es el momento y Te hago falta, que estrena y graba la cantante Martha Catalina; Olvidarte no puedo, que graban las Hermanas Águila y ¡Ay, mi vida!, que graban La Sonora Matancera y el trío Los Panchos, composiciones que le incorporan al cancionero de la cultura popular mexicana.
De esa época también es De qué me sirve (escrita hacia 1948), más conocida como Corazón de roca, grabada inicialmente por el trío Los Tecolines en 1952 y que a lo largo de los años ha sido interpretada por innumerables agrupaciones profesionales y amateurs y es referencia del repertorio musical popular del país.        
Luna de la Fuente realizó numerosas obras en coautoría, algunas de las más conocidas son Amor y olvido (1946) con música de Salvador Rangel;  Es por demás, Callar (1948) e Inevitablemente (1948), en colaboración con Gonzalo Curiel y Nuestra desgracia (1948) y Amor quedito (1948) con la música de Jesús Chucho Palacios. Se cuentan también O te quedas o te vas, Perdona el cortón y Bon soir madame, con la música de Antonio Escobar, que fue popularizada por la voz de la cantante Marilú, conocida como La muñequita que canta quien la interpretaba diariamente como parte de la rúbrica del programa radiofónico La hora Bon soir.
A finales de los años cuarenta el compositor tuvo su propio programa de radio llamado El estudio de Gabriel Luna de la Fuente, acompañado por la cantante Martha Catalina, en la emisora XEX, en la Ciudad de México. En este programa el poeta presentaba sus nuevas composiciones, así como sus poemas, que a través de las ondas hertzianas se dispersaron por el territorio nacional. Este programa formó parte de lo que se conoce como la Época de oro de la radio mexicana en la cual el medio se estableció como el referente principal de la contemporaneidad, estilo, valores y educación emocional de entonces. 
A partir de 1949 se multiplican las obras de la autoría de Luna de la Fuente y sus interpretaciones, muchas de ellas emblemáticas como Despierta, que se convirtió en un éxito radiofónico en la voz de Pedro Infante, Un minuto, Condición (que popularizó Chucho Avellanet en su disco "Amor y Violines" y que posteriormente contaría con innumerables interpretaciones como la del trío Los Panchos). En 1952 al lado del músico Mario Ruiz Armengol participa en la película Martes Trece, con la canción Novia del mar.  Seguirían a estas colaboraciones Noches de Mazatlán y Grito prisionero, interpretación de Pedro Infante en la película Escuela de vagabundos -en 1954-, además de Tatuaje, Loca obsesión, Hablemos claro y Yo he nacido mexicano, compuesta junto con Gabriel Ruiz con quien formaría una sólida alianza creativa.
Otra de sus colaboraciones más famosas de este periodo se titula Esta noche corazón, realizada con Chucho Rodríguez, la cual fue grabada por Benny Moré y Lalo Montané, conocidos como el Dueto Fantasma.  
¿Qué te pedí? y la voz de las mujeres
En 1951 Gabriel Luna de la Fuente estrenó ¿Qué te pedí?, con la música de Fernando Mulens. Escrita originalmente para la interpretación de la cantante María Luisa Landín, esta obra ha recorrido un largo camino que llega a nuestros días multiplicando sus interpretaciones en diversas voces, fundamentalmente de mujeres.¿Qué te pedí? también fue interpretada por Rosita Fornés, en 1960. La versión de 1965 de la cantante cubana La Lupe se recuerda por su gran altura interpretativa y por ser el impulso para las versiones que llegan hasta el siglo XXI. 
Entre otras interpretaciones que hacen de ¿Qué te pedí? un icono cultural de la música en español están las de una nueva versión de La Lupe con Tito Puente en 1983; la de La India (1999); Omara Portuondo y Chucho Valdés (1997); la de la cantante puertorriqueña  Mimi Maura y  el argentino Ricardo Mollo (2001); la de la compositora e intérprete neoyorquina Jessi Campo (2016) y la de la dominicana – americana, Anova (2019). 
Asimismo, en 2020 la grabó Kali Uchis de Colombia y Mariaca Semprún en Venezuela, que con su disco Homenaje a la Lupe ganó el Grammy de ese año al mejor diseño de portada; a finales del mismo año, esta pieza fue grabada por Devorah Sasha, en Venezuela. 
¿Qué te pedí?, aparece también en el cine. En 2001, el director cubano Juan Carlos Cremata la incluye en su película Nada y el filme Cheila, una casa pa' Maita (2009), del realizador venezolano Eduardo Barberena, también la incorpora en su desarrollo.
En 1953, Gabriel Luna de la Fuente escribió la que probablemente fue su última letra: Ya sabrás, con música de Rafael Caraveo, grabada por Los Tres Ases. El compositor fallecería pocos meses después, el 1 de noviembre de 1954, en la Ciudad de México. Su perfil biográfico en la página web de la Sociedad de Autores y Compositores de México enlista 114 obras de su autoría.

## Distinciones
- La Sociedad de Autores y Compositores de México (SACM) lo declara Insigne Poeta de la Canción Mexicana (1985)
- El gobierno del estado de Sinaloa (México) y el gobierno municipal de la capital de esa entidad ponen el nombre de Gabriel Luna de la Fuente a una calle de Mazatlán como reconocimiento por la letra de la canción Noches de Mazatlán. (1997)